# Georg Wilhelm Henning

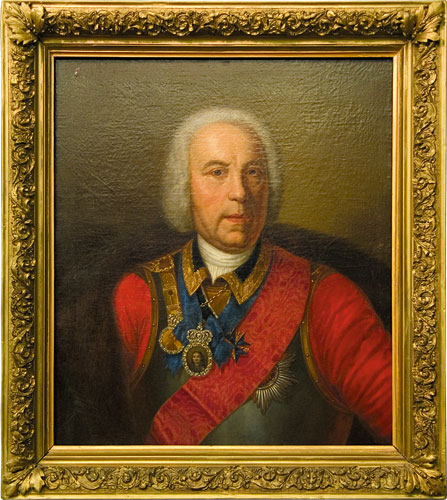
Georg Wilhelm Henning

Georg Wilhelm Henning (russisch Георг Вильгельм де Геннин) (* 11. Oktober 1676 in Siegen; † 12. April 1750 in St. Petersburg) war ein deutsch-russischer Ingenieur, Konstrukteur, Offizier und Organisator.

## Leben
Georg Wilhelm Henning stammte aus dem Siegerland und wurde 1676 in Siegen getauft. Seine Familie zog später nach Hanau, weswegen Henning mitunter als Hanauer bezeichnet wurde. Henning ging in einer Siegener Eisengießerei in die Lehre, die u. a. Geschütze herstellte. Er siedelte nach Amsterdam über und diente in der niederländischen Armee bei der Wartung der Artillerie.
Zar Peter I., der Russland modernisieren wollte und dafür Europa bereiste und nach Fachpersonal Ausschau hielt, wurde 1698 in Amsterdam auf Henning aufmerksam. Henning wurde von François Le Fort in russische Dienste genommen und änderte seinen Namen in Gennin, was im Russischen leichter auszusprechen ist.
Mit der kaiserlich russischen Armee nahm Gennin am Großen Nordischen Krieg teil. Er zeichnete sich u. a. bei der Belagerung von Wyborg und der Belagerung von Kexholm aus. Gennin verkehrte am russischen Hof in den höchsten Kreisen und trat in Kontakt zu Jacob Daniel Bruce und Alexander Danilowitsch Menschikow. In der Folgezeit diente Gennin als geologischer Berater bei der Neugestaltung des Bergbaus in Russland und wurde 1721 mit dem Aufbau einer Waffenfabrik in Sestrorezk beauftragt.
Zusammen mit seinem Mitarbeiter Wassili Nikititsch Tatischtschew war Georg Gennin auch der Gründer der Stadt Jekaterinburg, die sich um das dort eingerichtete Eisenwerk entwickelte. Ihr offizielles Gründungsdatum war der 18. November 1723. 1734 kehrte er nach St. Petersburg zurück, wo er auf Lebenszeit Mitglied des Militärrates war.
Er starb am 12. April 1750 im Alter von 73 Jahren in St. Petersburg, wo er auch begraben wurde. Gennin hinterließ seinen beiden Söhnen ein beträchtliches Vermögen.

## Trivia
2012 reiste der Fotograf Thomas Kellner im Auftrag der RWE nach Russland, um dort in Jekaterinburg und Perm die Industriearchitektur Hennings zu fotografieren (Genius Loci). Die von Henning gegründeten Fabriken verarbeiteten Stahl und Metall. Kellner fotografierte nicht nur vor Ort in Russland, sondern parallel im Siegener Umland, um die Verbindung beider Regionen in der Verarbeitung von Stahl und Metall, fotografisch festzuhalten.

## Ehrungen
1730 wurde er in den Adelsstand erhoben.

## Veröffentlichungen
- Описание Уральских и Сибирских заводов (Beschreibung der Werke im Ural und Sibirien), 1734, 1735, enthält die erste detailliert-wissenschaftliche Beschreibung der Region Perm.[2]